# Happily Divorced
Happily Divorced is een door Fran Drescher en Peter Marc Jacobson bedachte Amerikaanse sitcom, geïnspireerd op hun eigen ervaringen, die draait rond een bloemiste in Los Angeles, die er na 18 jaar huwelijk achter komt dat haar man homoseksueel is. De serie wordt uitgezonden op het kabel-kanaal OUTtv. Het is de derde door TV Land geproduceerde show met een oorspronkelijk scenario, na Hot in Cleveland en Retired at 35. De serie werd vanaf 8 april 2013 uitgezonden in Vlaanderen door VIJF en in Nederland door Net5.

## Verhaal
Drescher speelt een bloemiste in Los Angeles en op een dag zegt haar man dat hij denkt dat hij homo is. Ze kunnen het zich niet veroorloven om te verhuizen en na de scheiding wonen de twee nog steeds samen, over het algemeen rustig. Terwijl Fran probeert deze moeilijke situatie te beheersen, wil zij weer beginnen daten om een nieuwe liefde te vinden.

## Personages

### Hoofdpersonages
| Acteur               | Personage | omschrijving personage                      |
| -------------------- | --------- | ------------------------------------------- |
| Fran Drescher        | Fran      | een onafhankelijke bloemiste in Los Angeles |
| John Michael Higgins | Peter     | een makelaar en ex-echtgenoot van Fran      |
| Tichina Arnold       | Judi      | de beste vriendin van Fran                  |
| Valente Rodriguez    | Cesar     | een medewerker van Fran uit Mexico          |
| Rita Moreno          | Dori      | moeder van Fran                             |
| Robert Walden        | Glen      | vader van Fran                              |
| D.W. Muffett         | Elliot    | een afspraak van Fran                       |

### Gastrollen
| Acteur               | Personage        | omschrijving personage         | Aflevering |
| -------------------- | ---------------- | ------------------------------ | ---------- |
| Ian Ziering          | Robert           | hoofd van een zelfhulpgroep    | 1-05 (05)  |
| Renée Taylor         | Marilyn          | buurvrouw en vriendin van Dori | 1-08 (08)  |
| Lou Diamond Phillips | David            | een afspraak van Judi          | 1-08 (08)  |
| Charles Shaughnessy  | Gregory Sherwood | populaire schrijver            | 1-10 (10)  |
| Morgan Fairchild     | Jil Hormann      | Frans nemesis van college      | 2-01 (11)  |

## Ontwikkeling en productie
Happily Divorced is geïnspireerd op het echte leven van de makers, Fran Drescher en Peter Marc Jacobson. De twee waren een stel op de middelbare school en trouwden in 1978. In 1999 scheidden ze. Later bleek Jacobson homo, maar de twee bleven goede vrienden. In 2010 begon het paar, dat eerder al had gewerkt aan de succesvolle sitcom The Nanny, om de nieuwe show, gebaseerd op ervaringen uit hun eigen leven, te ontwikkelen. Oorspronkelijk was Dreschers plan om de show alleen maar te schrijven en produceren, maar uiteindelijk besloot ze de rol zelf te spelen. In november 2010 stemde TV Land in een pilot-aflevering. Op 21 maart 2011 werd besloten tot een eerste seizoen met 10 afleveringen.
De show is opgenomen in de CBS Radford Studios in de "Studio City" in de buurt van Los Angeles voor een livepubliek.
Op 20 juli 2011 werd Happily Divorced verlengd met een tweede seizoen met 12 afleveringen. De uitzending van de eerste aflevering van dit seizoen was op 7 maart 2012.

## Overzicht
| Seizoen | Aantal afleveringen | Uitgezonden Verenigde Staten    | Verschijningsdatum dvd | Verschijningsdatum dvd | Verschijningsdatum dvd |
| Seizoen | Aantal afleveringen | Uitgezonden Verenigde Staten    | Regio 1                | Regio 2                | Regio 4                |
| ------- | ------------------- | ------------------------------- | ---------------------- | ---------------------- | ---------------------- |
| 1       | 10                  | 15 juni 2011 - 17 augustus 2011 |                        |                        |                        |
| 2       | 12                  | 7 maart 2012 - 23 mei 2012      |                        |                        |                        |

## Lijst van afleveringen

### Seizoen 1
| Nr. | Aflevering | Titel                   | Regisseur          | Schrijver(s)                                                                                                | Uitzenddatum     |  |
| --- | ---------- | ----------------------- | ------------------ | --- | ---------------- |  |
| 1 | 1          | Pilot                   | Lee Shallat Chemel | Fran Drescher & Peter Marc Jacobson                                                                         | 15 juni 2011     |  |
| Fran ontdekt dat haar man denkt dat hij homo is. Ze scheiden maar besluiten verder samen te blijven leven wegens gebrek aan geld.                                                                                                  |            |                         |                    | |                  |  |
| 2 | 2          | Pillow Talk             | Lee Shallat Chemel | Scenario: Fran Drescher & Peter Marc Jacobson en Frank Lombardi Teleplay: Caryn Lucas                       | 22 juni 2011     |  |
| Fran en Elliot verwachten een romantische avond, maar de dronken Peter ligt op de bed naast het slapende koppel, Fran en Elliot. De volgende ochtend is gênant en Elliot scheidt van zijn vrouw, Fran wil wraak.                   |            |                         |                    | |                  |  |
| 3 | 3          | Anniversary             | Lee Shallat Chemel | Scenario: Fran Drescher & Peter Marc Jacobson en Frank Lombardi Teleplay: Robert Sternin & Prudence Fraser  | 29 juni 2011     |  |
| Peter en Fran moeten meer belastingen betalen dan ooit tevoren, dus ze profiteren van een grote order van 10.000 dollar. Maar Fran vernietigt de bestelling en het is grote controverse over het huwelijk van het gescheiden paar. |            |                         |                    | |                  |  |
| 4 | 4          | A Date with Destiny     | Lee Shallat Chemel | Scenario: Fran Drescher & Peter Marc Jacobson en Frank Lombardi Teleplay: Frank Lombardi                    | 6 juli 2011      |  |
| Fran en Judy vinden liefdesbrieven van hun tijd op de middelbare school, zodat Fran begint dateren haar grote liefde uit die tijd, Richard. Ondertussen blijkt dat Richard vooroordelen heeft tegen homo's, zodat Fran hem dumpt.  |            |                         |                    | |                  |  |
| 5 | 5          | Spousal Support         | David Trainer      | Scenario: Fran Drescher & Peter Marc Jacobson en Frank Lombardi Teleplay: Mike Dow & Devon Kelly            | 13 juli 2011     |  |
| Peter heeft een rijke klant maar Fran speelt mogelijk spelbreker. Zij leert in een zelfhulpgroep dat ze de echtscheiding nog niet heeft verwerkt, zelfs na zes maanden.                                                            |            |                         |                    | |                  |  |
| 6 | 6          | I Wanna Be Alone        | Lee Shallat Chemel | Scenario: Fran Drescher & Peter Marc Jacobson en Frank Lombardi Teleplay: Caryn Lucas                       | 20 juli 2011     |  |
| Fran wint een cruise voor twee en besluit om alleen te gaan. Ondertussen treedt Dori toe tot een lokale theatergroep. |            |                         |                    | |                  |  |
| 7 | 7          | Someone Wants Me        | Lee Shallat Chemel | Scenario: Fran Drescher & Peter Marc Jacobson en Frank Lombardi Teleplay: Sean Presant                      | 27 juli 2011     |  |
| Fran wil eindelijk Elliot vergeten en begint met online dating. Maar zelfs na een groot aantal afspraken vindt ze niet haar perfecte man.                                                                                          |            |                         |                    | |                  |  |
| 8 | 8          | A Kiss is Just a Kiss   | Lee Shallat Chemel | Scenario: Fran Drescher & Peter Marc Jacobson en Frank Lombardi Teleplay: Mike Down & Devon Kelly           | 3 augustus 2011  |  |
| Fran en Judi hebben hun eerste ruzie over David. Fran zoekt advies van haar moeder en haar buur Marilyn (Renée Taylor). |            |                         |                    | |                  |  |
| 9 | 9          | Vegas Baby              | Lee Shallat Chemel | Scenario: Fran Drescher & Peter Marc Jacobson en Frank Lombardi Teleplay: Frank Lombardi                    | 10 augustus 2011 |  |
| Na een reis naar Las Vegas voor een bloemistenconventie belanden Fran en Peter in bed. |            |                         |                    | |                  |  |
| 10 | 10         | Torn between Two Lovers | Lee Shallat Chemel | Scenario: Fran Drescher & Peter Marc Jacobson en Frank Lombardi Teleplay: Nastaran Dibai & Jeffrey B. Hodes | 17 augustus 2011 |  |
| Fran en Peter vallen voor dezelfde man. Ze hebben beiden afspraakjes met Gregory Sherwood (Charles Shaughnessy). Ze weten niet wat hij wil.                                                                                        |            |                         |                    | |                  |  |

### Seizoen 2
| Nr. | Aflevering | Titel                 | Regisseur       | Schrijver(s)                                     | Uitzenddatum  |  |
| --- | ---------- | --------------------- | --------------- | ------------------------------------------------ | ------------- |  |
| 11 | 1          | The Reunion           | Steve Zuckerman | Fran Drescher, Peter Marc Jacobson & Jayne Hamil | 7 maart 2012  |  |
| Fran is bang om als single naar haar schoolreünie te gaan waar haar oude rivaal Jill (Morgan Fairchild) ook zal zijn. Ze vraagt Elliot om zich voor te doen als haar verloofde. |            |                       |                 |                                                  |               |  |
| 12 | 2          | Peter Comes Out Again | N/A             | N/A                                              | 14 maart 2012 |  |
| Fran probeert via Peter te komen aan zijn broer, Matthew, terwijl hij in de stad voor een bezoek.                                                                               |            |                       |                 |                                                  |               |  |
| 13 | 3          | Daddy's Girl          | N/A             | N/A                                              | 21 maart 2012 |  |
| Fran is bezorgd over de geestelijke gezondheid van haar vader. Ondertussen koopt Glen een motorfiets.                                                                           |            |                       |                 |                                                  |               |  |
| 14 | 4          | The Burial Plotz      | N/A             | N/A                                              | 28 maart 2012 |  |
| Wanneer het dak op "Frantastic Flowers" begint te lekken, besluit Fran Peters plek in de familie begraafplaats te verkopen om de herstelling te betalen.                        |            |                       |                 |                                                  |               |  |